# Конфигурация (астрономия)
Конфигура́ция — характерное взаимное положение Солнца, планет, других небесных тел Солнечной системы на  небесной сфере и в пространстве Солнечной системы относительно Земли

## Конфигурация планет

### Конфигурация нижних планет
У нижних планет и других небесных тел, чьи орбиты расположены внутри земной орбиты, различают:
- соединения с Солнцем, при которых планета и Солнце имеют одинаковую эклиптическую долготу (или одинаковое прямое восхождение):
  - верхнее соединение (Солнце находится между планетой и Землёй)
  - нижнее соединение (планета находится между Солнцем и Землёй)
- наибольшие элонгации[2], соответствующие наибольшему видимому угловому расстоянию планеты от Солнца:
  - наибольшую восточную элонгацию
  - наибольшую западную элонгацию.

Вблизи верхнего соединения нижние планеты недоступны для наблюдения, так как находятся за Солнцем, скрываясь в его лучах. Непосредственно перед нижним соединением и после него нижние планеты видны в виде узкого серпа. Во время нижнего соединения возможно прохождение Меркурия или Венеры по диску Солнца, однако из-за относительного наклона планетных орбит фактическое прохождение происходит достаточно редко, обычно при нижнем соединении нижняя планета находится выше или ниже Солнца по эклиптической широте. В элонгациях нижние планеты имеют вид светлого полудиска.

### Конфигурация верхних планет и Луны
У Луны, верхних планет, а также других тел Солнечной системы, чья орбита лежит полностью вне земной орбиты, различают:
- соединения с Солнцем, при которых планета и Солнце имеют одинаковую эклиптическую долготу (или одинаковое прямое восхождение);
- противостояния, при которых эклиптические долготы (прямое восхождение) планеты и Солнца отличаются на 180°;
- восточные и западные квадратуры.

Вблизи соединений верхние планеты находятся за Солнцем и не видны.
Иногда выделяют также полуквадратуры, когда угол между планетой (Луной) и Солнцем составляет 45°, и полуторные квадратуры (135°). Для нижних планет возможны лишь полуквадратуры, но реально такая конфигурация возникает лишь у Венеры (вблизи наибольшей восточной или наибольшей западной элонгации, которые могут достигать 48°), а также у астероидов, движущихся между орбитами Земли и Венеры.